# Lețivka, Rojneativ
Lețivka (în ucraineană Лецівка) este un sat în comuna Duba din raionul Rojneativ, regiunea Ivano-Frankivsk, Ucraina.

## Demografie
Componența lingvistică a localității Lețivka
     Ucraineană (100%)
Conform recensământului din 2001, toată populația localității Lețivka era vorbitoare de ucraineană (100%).